# Baxingar
Galactic Gale Baxingar (яп. 銀河烈風バクシンガー Гинга Рэппу: Бакусинга:) — японский аниме-сериал, выпущенный студией Kokusai Eiga-sha. Транслировался по телеканалу TV Tokyo с 6 июля 1982 года по 29 марта 1983 года. Всего выпущено 39 серий аниме. Это второй меха-сериал трилогии, включающей Sasuraiger и Braiger. История базируется на Синсэнгуми, отрядах, существовавших в период Бакумацу.

## Сюжет
Действие происходит через 600 лет после уничтожения Юпитера в мирный период. Солнечной системой правит организация Бакуфу. Тем не менее в новой солнечной системе царит беззаконие и Дэн Кондор организовывает новую команду J9 для борьбы против несправедливости. Члены команды оснащены особыми космобайками, которые могут соединятся в гигантского супер-робота Баксингера.

## Робот
- Главный робот сериала Баксингер собирается из пяти мотоциклов.

## Персонажи
| Имя              | Псевдоним                                                        | Космобайк |
| ---------------- | ---------------------------------------------------------------- | --------- |
| Диго Кондо       | Дон Кондор                                                       | Тайфун    |
| Сутэкэн Радклифф | Мороха но Сутэкэн (Мороха переводится как палка с двумя концами) | Ураган    |
| Сиро Махороба    | Стрелок Билли                                                    | Рэппун    |
| Саманосукэ Доди  | Каттоби но Сама (Каттаби переводится как скоростной, скорый)     | Циклон    |
| Лайла Минэри     | Фусито но Лайла (Фусито переводится как бессмертная бабочка)     | Муссон    |